# 日中经济室
日中经济室，2006年4月1日日本外务省亚洲大洋洲局中国课之下增设的新机构，负责对华经济谈判和制定对华经济战略。

## 设置背景
日本曾长期是中国最大的贸易伙伴国，但从2004年日本已经降到第三位（2005年日本对华贸易额：24.9万亿日元）；而中国是日本的最大贸易伙伴国（美国其次）

## 设置目的
把政治和经济问题区分开，减轻日中政治关系困难局面对经贸关系造成的不利影响，防止日本在华经济利益的下滑，处理日中经贸突发事件，加强对日本知识产权的保护 

## 人员构成
- 日中经济室室长：松本盛雄，外务省亚洲大洋洲局中国课地域调整官
- 人员编制：5人（中国课约30人）

## 发展规划
今后将逐步扩编和扩大工作范围，与外务省经济局负责经贸的部分相合并，升格为课（处）